# Ханцешти (Сучава)
Ханцешти (рум. Hănțești) насеље је у Румунији у округу Сучава у општини Ханцешти. Oпштина се налази на надморској висини од 267 m.

## Становништво
Према подацима из 2002. године у насељу је живело 3053 становника, од којих су сви румунске националности.